# (3239) Meizhou
(3239) Meizhou es un asteroide perteneciente al cinturón de asteroides, descubierto el 29 de octubre de 1978 por el equipo del Observatorio de la Montaña Púrpura desde el Observatorio de la Montaña Púrpura, Nankín (China).

## Designación y nombre
Designado provisionalmente como 1978 UJ2. Fue nombrado Meizhou en homenaje a Meizhou ciudad de la República Popular China.